# Olasz férfi kosárlabda-válogatott
Az olasz férfi kosárlabda-válogatott Olaszország férfi nemzeti kosárlabda csapata, amelyet az Olasz kosárlabda-szövetség (olaszul: Federazione Italiana Pallacanestro) irányít. Kétszeres olimpiai ezüstérmesek (1980, 2004) és kétszeres Európa-bajnokok (1983, 1999). A világbajnokságon két alkalommal (1970, 1978) végeztek a negyedik helyen.

## Története
Első mérkőzésüket 1926. április 4-én játszották és ezen a találkozón Franciaországot győzték le 23–17 arányban. 1936-ban részt vettek történetük első olimpiáján, ahol tizenkét csapat közül a hetedik helyen végeztek. Az 1937-es férfi kosárlabda-Európa-bajnokságon ezüstérmet szereztek, miután a döntőben egy ponttal 24–23-ra kikaptak Litvániától. 1946-ban ismét ezüstérmet szereztek az Európa-bajnokságon. Az 1950-es években nem szereztek érmet egyetlen tornán sem. 1960-ban Rómában rendezték a nyári olimpiai játékokat és az olasz válogatott a negyedik helyen végzett az Egyesült Államok, a Szovjetunió és Brazília mögött. Érdekesmód az olimpiai szervezési költségei miatt döntöttek úgy, hogy nem vettek részt az 1961-es Európa-bajnokságon. 1963-ban történetük első világbajnokságán a hetedik helyen zártak. Az 1960-as években számos nemzetközi tornán vettek részt, de egyetlen alkalommal sem végeztek dobogós helyen. Az 1970-es világbajnokságon a 4. helyet szerezték meg, az 1971-es Európa-bajnokságon pedig bronzérmesek lettek. Az 1972. évi nyári olimpiai játékok bronzmérkőzésén 66–65-re kaptak ki Kubától és a negyedik helyen zárták a tornát. Az 1980-as moszkvai olimpián ezüstérmet szereztek és megnyerték az 1983-as Európa-bajnokságot, ahol a döntőben Spanyolországot győzték le 105–96 arányban. 1984-ben az ötödik helyet szerezték meg az olimpiai játékokon. Az 1991-es és az 1997-es Európa-bajnokságon ezüstérmet szereztek. Az 1999-es Európa-bajnokság döntőjében 64–56-re legyőzték Spanyolországot és megszerezték történetük második Európa-bajnoki címét. A Sydney-ben rendezett 2000. évi nyári olimpiai játékokat az 5. helyen zárták. A 2003-as Európa-bajnokságon is eljutottak az elődöntőig és bronzérmet szereztek, miután a bronzmérkőzésen 69–67-re legyőzték Franciaországot. A 2004-es olimpiai játékokon bejutottak a döntőbe, de ott alulmaradtak Argentínával szemben. A 2006-os világbajnokságon a 9. helyet szerezték meg. A következő három olimpiára (2008, 2012, 2016), valamint a 2010-es és a 2014-es világbajnokságra nem sikerült kijutniuk és 2009-ben hosszú időt követően az Európa-bajnokságról is lemaradtak. 2011-ben nem sikerült továbbjutniuk a csoportkörből, a 2013-as és a 2015-ös tornán a negyeddöntőig jutottak, ahol mindkét alkalommal Litvánia ellen estek ki. A 2017-es Európa-bajnokságon Szerbiától kaptak ki 83–67-re a legjobb nyolc között. A 2019-es világbajnokságon bejutottak a második csoportkörbe és végül a 10. helyen zártak. Részt vettek a 2020. évi tokiói nyári olimpiai játékokon, ahol a negyeddöntőben Franciaországtól kaptak ki 84–75 arányban. A 2022-es Európa-bajnokságon társházigazdaként vettek részt és a negyeddöntőig ismét eljutottak, ahol azonban ezúttal Franciaország bizonyult jobbnak és jutott be az elődöntőbe. A 2023-as világbajnokságon a 8. helyet szerezték meg.

## Eredmények
| Olimpiai játékok | Olimpiai játékok | Olimpiai játékok | Olimpiai játékok | Olimpiai játékok |
| Év               | Eredmény         | M                | Gy               | V                |
| ---------------- | ---------------- | ---------------- | ---------------- | ---------------- |
| 1936             | 7.               | 6                | 4                | 2                |
| 1948             | 17.              | 8                | 4                | 4                |
| 1952             | 17.              | 4                | 2                | 2                |
| 1956             | Nem jutott be    | Nem jutott be    | Nem jutott be    | Nem jutott be    |
| 1960             | 4.               | 8                | 4                | 4                |
| 1964             | 5.               | 9                | 6                | 3                |
| 1968             | 8.               | 9                | 5                | 4                |
| 1972             | 4.               | 9                | 5                | 4                |
| 1976             | 5.               | 7                | 5                | 2                |
| 1980             | Ezüst            | 8                | 4                | 4                |
| 1984             | 5.               | 8                | 6                | 2                |
| 1988             | Nem jutott be    | Nem jutott be    | Nem jutott be    | Nem jutott be    |
| 1992             | Nem jutott be    | Nem jutott be    | Nem jutott be    | Nem jutott be    |
| 1996             | Nem jutott be    | Nem jutott be    | Nem jutott be    | Nem jutott be    |
| 2000             | 5.               | 7                | 4                | 3                |
| 2004             | Ezüst            | 8                | 5                | 3                |
| 2008             | Nem jutott be    | Nem jutott be    | Nem jutott be    | Nem jutott be    |
| 2012             | Nem jutott be    | Nem jutott be    | Nem jutott be    | Nem jutott be    |
| 2016             | Nem jutott be    | Nem jutott be    | Nem jutott be    | Nem jutott be    |
| 2020             | 5.               | 4                | 2                | 2                |
| 2024             | Nem jutott be    | Nem jutott be    | Nem jutott be    | Nem jutott be    |
| Összesen         | 13/21            | 94               | 56               | 39               |

| FIBA-világbajnokság | FIBA-világbajnokság | FIBA-világbajnokság | FIBA-világbajnokság | FIBA-világbajnokság |
| Év                  | Eredmény            | M                   | Gy                  | V                   |
| ------------------- | ------------------- | ------------------- | ------------------- | ------------------- |
| 1950                | Visszalépett        | Visszalépett        | Visszalépett        | Visszalépett        |
| 1954                | Nem jutott be       | Nem jutott be       | Nem jutott be       | Nem jutott be       |
| 1959                | Nem jutott be       | Nem jutott be       | Nem jutott be       | Nem jutott be       |
| 1963                | 7.                  | 9                   | 2                   | 7                   |
| 1967                | 9.                  | 8                   | 4                   | 4                   |
| 1970                | 4.                  | 9                   | 5                   | 4                   |
| 1974                | Nem jutott be       | Nem jutott be       | Nem jutott be       | Nem jutott be       |
| 1978                | 4.                  | 10                  | 6                   | 4                   |
| 1982                | Nem jutott be       | Nem jutott be       | Nem jutott be       | Nem jutott be       |
| 1986                | 6.                  | 10                  | 7                   | 3                   |
| 1990                | 9.                  | 8                   | 7                   | 1                   |
| 1994                | Nem jutott be       | Nem jutott be       | Nem jutott be       | Nem jutott be       |
| 1998                | 6.                  | 9                   | 5                   | 4                   |
| 2002                | Nem jutott be       | Nem jutott be       | Nem jutott be       | Nem jutott be       |
| 2006                | 9.                  | 6                   | 4                   | 2                   |
| 2010                | Nem jutott be       | Nem jutott be       | Nem jutott be       | Nem jutott be       |
| 2014                | Nem jutott be       | Nem jutott be       | Nem jutott be       | Nem jutott be       |
| 2019                | 10.                 | 5                   | 3                   | 2                   |
| 2023                | 8.                  | 8                   | 4                   | 4                   |
| Összesen            | 10/19               | 82                  | 47                  | 35                  |

| Európa-bajnokság | Európa-bajnokság | Európa-bajnokság | Európa-bajnokság | Európa-bajnokság |
| Év               | Eredmény         | M                | Gy               | V                |
| ---------------- | ---------------- | ---------------- | ---------------- | ---------------- |
| 1935             | 7.               | 4                | 2                | 2                |
| 1937             |                  | 5                | 3                | 2                |
| 1939             | 6.               | 7                | 2                | 5                |
| 1941             | Elmaradt         | Elmaradt         | Elmaradt         | Elmaradt         |
| 1946             |                  | 5                | 4                | 1                |
| 1947             | 9.               | 6                | 3                | 3                |
| 1949             | Nem vett részt   | Nem vett részt   | Nem vett részt   | Nem vett részt   |
| 1951             | 5.               | 9                | 6                | 3                |
| 1953             | 7.               | 10               | 3                | 7                |
| 1955             | 6.               | 10               | 4                | 6                |
| 1957             | 10.              | 10               | 7                | 3                |
| 1959             | 10.              | 8                | 5                | 3                |
| 1961             | Nem vett részt   | Nem vett részt   | Nem vett részt   | Nem vett részt   |
| 1963             | 12.              | 9                | 4                | 5                |
| 1965             | 4.               | 9                | 5                | 4                |
| 1967             | 7.               | 9                | 5                | 4                |
| 1969             | 6.               | 7                | 4                | 3                |
| 1971             |                  | 7                | 5                | 2                |
| 1973             | 5.               | 7                | 5                | 2                |
| 1975             |                  | 7                | 4                | 3                |
| 1977             | 4.               | 7                | 5                | 2                |
| 1979             | 5.               | 8                | 4                | 4                |
| 1981             | 5.               | 8                | 4                | 4                |
| 1983             |                  | 7                | 7                | 0                |
| 1985             |                  | 8                | 6                | 2                |
| 1987             | 5.               | 8                | 7                | 1                |
| 1989             | 4.               | 5                | 2                | 3                |
| 1991             |                  | 5                | 4                | 1                |
| 1993             | 9.               | 6                | 2                | 4                |
| 1995             | 5.               | 9                | 5                | 4                |
| 1997             |                  | 8                | 7                | 1                |
| 1999             |                  | 9                | 7                | 2                |
| 2001             | 11.              | 4                | 2                | 2                |
| 2003             |                  | 7                | 4                | 3                |
| 2005             | 9.               | 4                | 2                | 2                |
| 2007             | 9.               | 6                | 2                | 4                |
| 2009             | Nem jutott be    | Nem jutott be    | Nem jutott be    | Nem jutott be    |
| 2011             | 17.              | 5                | 1                | 4                |
| 2013             | 8.               | 11               | 6                | 5                |
| 2015             | 6.               | 8                | 5                | 3                |
| 2017             | 7.               | 7                | 4                | 3                |
| 2022             | 8.               | 7                | 4                | 3                |
| Összesen         | 38/41            | 276              | 161              | 115              |

## Külső hivatkozások
- Az Olasz Kosárlabda-szövetség a FIBA honlapján. fiba.com
- Az Olasz férfi kosárlabda-válogatott eredményei a FIBA honlapján (archív). fiba.com